# Mystic Pizza
Mystic Pizza – amerykański komediodramat z 1988 roku w reżyserii Donalda Petriego, będący jego pełnometrażowym debiutem. W rolach głównych wystąpiły Annabeth Gish, Julia Roberts i Lili Taylor. 

## Fabuła
Film opowiada o dojrzewaniu Kat, Daisy i Jojo - dwóch sióstr i ich przyjaciółki, przez pryzmat ich życia miłosnego. Cała trójka pracuje jako kelnerki w lokalu Mystic Pizza w Mystic w stanie Connnecticut, miasteczku rybackim z dużą populacją pochodzenia portugalskiego.

## Obsada
- Annabeth Gish – Katherine "Kat" Araújo
- Julia Roberts – Daisy Araújo
- Lili Taylor – Josephina "Jojo" Barboza
- Vincent D'Onofrio – William "Bill" Montijo
- William R. Moses – Tim Travers
- Adam Storke – Charles Gordon Windsor Jr.
- Conchata Ferrell – Leona
- Joanna Merlin – pani Araújo
- Porscha Radcliffe – Phoebe Travers
- Louis Turenne – Hector Freshette
- Janet Zarish – Nikki Travers
- Arthur Walsh – Manny
- John Cunningham – Charles Gordon Windsor Sr.
- Ann Flood – Polly Windsor
- Suzanne Shepherd – ciocia Tweedy
- Gene Amoroso – pan Barboza
- Sheila Ferrini – pani Barboza
- John Fiore – Jake
- Lauren O'Brien – Serena Windsor
- Matt Damon – Steamer Windsor
- Jack Ringstad – wujek Ned
- Jody Raymond – Teresa
- Dennis Paiva – we własnej osobie

## Produkcja
Zdjęcia kręcono w stanie Connecticut.